# Australasie aux Jeux olympiques de 1908
L'Australasie participe aux Jeux olympiques de 1908 à Londres au Royaume-Uni du 27 avril au 31 octobre 1908. Il s'agit de sa 4e participation à des Jeux olympiques d'été mais la 1re sous l'appellation Australasie.
La délégation australasienne est composée de trente athlètes (30 hommes) dans 6 sports (athlétisme, boxe, plongeon, rugby, tir et natation).

## Médaillés

### Médailles d'or
| Sport             | Discipline     | Athlète(s) | Performance                           | Date            |
| ----------------- | -------------- | --- | ------------------------------------- | --------------- |
| Médailles d'or: 1 |                | |                                       |                 |
| Rugby à XV        | Tournoi hommes | John Barnett Phillip Carmichael Daniel Carroll Robert Craig Thomas Griffen John Hickey Emmanuel McArthur Arthur McCabe Patrick McCue Chris McKivat Charles McMurtrie Sydney Middleton Tom Richards Boxer Russell Franck Bede-Smith | battent en finale le Royaume-Uni 32-3 | 26 octobre 1908 |

### Médailles d'argent
| Sport                 | Discipline              | Athlète(s)        | Performance                        | Date            |
| --------------------- | ----------------------- | ----------------- | ---------------------------------- | --------------- |
| Médailles d'argent: 2 |                         |                   |                                    |                 |
| Natation              | 400 m nage libre        | Frank Beaurepaire | 5 min 44 s 02                      | 16 juillet 1908 |
| Boxe                  | Poids moyens (-71,7 kg) | Reginald Baker    | battu en finale par Johnny Douglas | 27 octobre 1908 |

### Médailles de bronze
| Sport                  | Discipline          | Athlète(s)        | Performance    | Date            |
| ---------------------- | ------------------- | ----------------- | -------------- | --------------- |
| Médailles de bronze: 2 |                     |                   |                |                 |
| Athlétisme             | 3 500 mètres marchs | Harry Kerr        | 15 min 43 s 04 | 14 juillet 1908 |
| Natation               | 1 500 m nage libre  | Frank Beaurepaire | 22 min 51 s 02 | 25 juillet 1908 |

## Résultat

### Athlétisme
Hommes
| Athlète       | Épreuve      | Séries   | Séries | Finale   | Finale |
| Athlète       | Épreuve      | Résultat | Rang   | Résultat | Rang   |
| ------------- | ------------ | -------- | ------ | -------- | ------ |
| Harvey Sutton | 800 mètres   | ?        | 3e     | -        | -      |
| Joseph Lynch  | 1 500 mètres | ?        | 5e     | -        | -      |
| Charles Swain | 1 500 mètres | AC       | DNF    | -        | -      |
| George Blake  | 5 miles      | ?        | 3e     | -        | -      |
| Joseph Lynch  | 5 miles      | AC       | DNF    |          |        |

### Rugby
Finale
| 26 octobre 1908 | Australasie | 32 – 3 | Royaume-Uni | White City Stadium, Londres Arbitre : Frank Potter-Irwin |
| 26 octobre 1908 |             |        |             | White City Stadium, Londres Arbitre : Frank Potter-Irwin |
| 26 octobre 1908 |             |        |             | White City Stadium, Londres Arbitre : Frank Potter-Irwin |